# Renan Ferraro
Pour les articles homonymes, voir Ferraro.
Renan Ferraro, né le 22 janvier 1962 à Cascavel, est un coureur cycliste brésilien. Il a remporté le Tour du Chili en 1984 et fut professionnel de 1985 à 1987. 

## Biographie
Renan Ferraro fut le premier coureur brésilien à participer au Tour de France. Il possédait la double-nationalité italo-brésilienne et courut sous licence brésilienne. Il remporta le Tour du Chili en 1984.
Ferraro a également participé aux Jeux olympiques en prenant part à l'épreuve des 100 km contre la montre par équipes de Los Angeles. Il est ensuite devenu directeur sportif d'une équipe amateur au Brésil.

## Palmarès
- 1984
  - Tour du Chili
- 1987
  - 6e étape du Tour du Portugal

## Résultats sur les grands tours

### Tour de France
- 1986 : hors délais à la sixième étape

### Tour d'Italie
- 1985 : abandon